# 오카노 요스케
오카노 요스케(일본어: 岡野 洋祐, 1986년 3월 3일 ~ )는 일본의 배우이다.

## 출연작

### TV 드라마
- 1998년 ~ 1999년 철완탐정 로보타크 - 우메다 코우타 역